# Маринополь (Запорожская область)
Маринополь (укр. Маринопіль) — село,
Пролетарский сельский совет,
Розовский район,
Запорожская область,
Украина.
Код КОАТУУ — 2324984005. Население по переписи 2001 года составляло 424 человека.

## Географическое положение
Село Маринополь находится на расстоянии в 1 км от села Новозлатополь.

## История
- Основано как село Маринофельд.
- В 1922 году переименовано в село Маринополь.